# 5 януари
5 януари е 5-ият ден в годината според григорианския календар. Остават 360 дни до края на годината (361 през високосна година).

## Събития
- 1444 г. – Варненски кръстоносен поход: В Битката при Куновица турците са победени от кръстоносците на крал Владислав III Варненчик и Янош Хуняди и много турски командири, включително Махмуд бей, зет на султан Мурад II, са пленени.
- 1762 г. – Петър III става император на Русия, след смъртта на царица Елисавета.
- 1775 г. – Екзекутиран е Емилян Пугачов, водач на селско въстание в Русия.

- 1919 г. – В Мюнхен, Германия е основана Националсоциалистическата партия. В Берлин е основана Германска работническа партия. По-късно двете се обединяват под името Националсоциалистическа германска работническа партия.
- 1933 г. – Започва строителството на Моста Голдън Гейт в Санфранциския залив.
- 1937 г. – В СССР е проведено преброяване на населението.
- 1968 г. – Александър Дубчек идва на власт; започва „Пражката пролет“ в Чехословакия.
- 1969 г. – От СССР е изстрелян автоматичния космически апарат Венера 5.
- 1971 г. – Израел, Египет и Йордания започват непреки преговори с посредничеството на ООН.
- 1972 г. – По нареждане на президента на САЩ Ричард Никсън НАСА започва да разработва проект по създаване на космическа совалка.
- 1976 г. – Режимът на Пол Пот преименува държавата Камбоджа на Кампучия.
- 1990 г. – Процеси на демократизиране на управлението на България след падането на Желязната завеса: с решение на Министерския съвет се закрива Шесто управление на Държавна сигурност.
- 2005 г. – Ерида, втората най-голяма планета джудже в Слънчевата система, е открита от научния екип на Майкъл Браун при изучаване на снимки, направени в обсерватория Паломар на 21 октомври 2003.
- 2007 г. – В Тайван е пуснат в движение високоскоростен влак (300 км/ч).

## Родени
- 1548 г. – Франсиско Суарес, испански философ и теолог († 1617 г.)
- 1592 г. – Шах Джахан, император на Великите Моголи († 1666 г.)
- 1767 г. – Жан-Батист Сей, френски икономист († 1832 г.)
- 1846 г. – Рудолф Ойкен, германски философ, Нобелов лауреат († 1926 г.)
- 1849 г. – Василий Немирович-Данченко, руски писател († 1936 г.)
- 1874 г. – Джоузеф Ърленгър, американски химик, Нобелов лауреат през 1944 г. († 1965 г.)
- 1876 г. – Конрад Аденауер, германски канцлер († 1967 г.)
- 1893 г. – Парамаханса Йогананда, индийски гуру († 1952 г.)
- 1909 г. – Андон Митов, български лекар († 1975 г.)
- 1913 г. – Джак Хейг, британски актьор († 1989 г.)
- 1914 г. – Джордж Рийвс, американски актьор († 1959 г.)
- 1916 г. – Добри Джуров, български офицер и политик († 2002 г.)
- 1916 г. – Иван Тодоров-Горуня, български генерал и политик († 1965 г.)
- 1917 г. – Джейн Уаймън, американска актриса († 2007 г.)
- 1921 г. – Фридрих Дюренмат, швейцарски писател († 1990 г.)
- 1928 г. – Зулфикар Али Бхуто, президент на Пакистан († 1979 г.)
- 1931 г. – Робърт Дювал, американски актьор и режисьор
- 1932 г. – Раиса Горбачова, съветска общественичка († 1999 г.)
- 1932 г. – Умберто Еко, италиански писател и философ († 2016 г.)
- 1935 г. – Васил Методиев, български футболист и треньор († 2019 г.)
- 1936 г. – Жулиета Шишманова, българска треньорка († 1978 г.)
- 1938 г. – Хуан Карлос I, крал на Испания
- 1946 г. – Даян Кийтън, американска актриса
- 1951 г. – Николай Пекарев, български художник
- 1952 г. – Ули Хьонес, германски футболист
- 1953 г. – Василий Соломин, съветски боксьор († 1997 г.)
- 1953 г. – Джордж Тенет, бивш директор на ЦРУ
- 1959 г. – Кланси Браун, американски актьор
- 1960 г. – Ваня Кастрева, български учител и заместник-министър на образованието и науката в две правителства
- 1965 г. – Вини Джоунс, уелски футболист и актьор
- 1967 г. – Джо Фланиган, американски актьор
- 1968 г. – DJ BoBo, швейцарски певец, композитор и продуцент
- 1969 г. – Мерилин Менсън, американски певец
- 1972 г. – Сакис Рувас, гръцки поп певец
- 1982 г. – Яница Костелич, хърватска скиорка
- 1982 г. – Ярослав Плашил, чешки футболист
- 1986 г. – Дипика Падуконе, индийска актриса

## Починали
- 1589 г. – Катерина Медичи, кралица на Франция (* 1519 г.)
- 1762 г. – Елисавета (Русия), руска императрица (* 1709 г.)
- 1858 г. – Йозеф Радецки, австрийски офицер (* 1766 г.)
- 1922 г. – Ърнест Шекълтън, ирландски изследовател на Антарктида (* 1874 г.)
- 1933 г. – Калвин Кулидж, 30-и президент на САЩ (* 1872 г.)
- 1944 г. – Паисий Каравелов, български духовник и общественик (* 1891 г.)
- 1952 г. – Христо Татарчев, български революционер (* 1869 г.)
- 1969 г. – Франц Теодор Чокор, австрийски писател (* 1885 г.)
- 1970 г. – Макс Борн, германски физик, Нобелов лауреат през 1954 г. (* 1882 г.)
- 1973 г. – Христо Миндов, български поет и есеист (* 1888 г.)
- 1981 г. – Харолд Юри, американски физик и физикохимик, Нобелов лауреат през 1934 г. (* 1893 г.)
- 1989 г. – Янко Янков, български актьор (* 1924 г.)
- 1995 г. – Георги Стоянов, български актьор (* 1934 г.)
- 1996 г. – Александър Петков, български политик (* 1942 г.)
- 1996 г. – Яхия Аяш, палестински терорист (* 1966 г.)
- 1998 г. – Сони Боно, американски музикант и политик (* 1935 г.)
- 2014 г. – Еузебио, португалски футболист (* 1942 г.)
- 2023 г. – Ернесто Кастано, италиански футболист  (* 1939 г.)
- 2024 г. – Марио Загало, бразилски футболист и треньор (* 1931 г.)[1]

## Празници
- Беларус – Ден на служителите в социалната защита
- Сърбия и Черна гора – Tutsindan (Ден на облаците) – Национален религиозен християнски празник